# 13920 Montecorvino
13920 Montecorvino eller 1985 PE1 är en asteroid i huvudbältet som upptäcktes den 15 augusti 1985 av den amerikanske astronomen Edward L.G. Bowell vid Anderson Mesa Station. Den är uppkallad efter Montecorvino Rovella i Italien.
2020 upptäcktes en måne i omloppsbana runt asteroiden.